# Синицька сільська рада (Христинівський район)
Сини́цька сільська́ ра́да — адміністративно-територіальна одиниця та орган місцевого самоврядування у Христинівському районі Черкаської області. Адміністративний центр — село Синиця.

## Загальні відомості
- Населення ради: 918 осіб (станом на 2001 рік)

## Населені пункти
Сільській раді підпорядковані населені пункти:
- с. Синиця

## Склад ради
Рада складається з 14 депутатів та голови.
- Голова ради: Малярчук Петро Васильович
- Секретар ради: Шевчук Оксана Григорівна

### Керівний склад попередніх скликань
| Прізвище, ім'я, по батькові | Основні відомості                                                               | Дата обрання | Дата звільнення |
| --------------------------- | ------------------------------------------------------------------------------- | ------------ | --------------- |
| Малярчук Петро Васильович   | Сільський голова, 1961 року народження, освіта середня спеціальна, безпартійний | 26.03.2006   | 31.10.2010      |
| Малярчук Петро Васильович   | Сільський голова, 1961 року народження, освіта середня спеціальна, безпартійний | 31.10.2010   |                 |

Примітка: таблиця складена за даними сайту Верховної Ради України

### Депутати
За результатами місцевих виборів 2010 року депутатами ради стали:

#### За суб'єктами висування
| Суб'єкт висування            | Кількість обраних депутатів | %    |
| ---------------------------- | --------------------------- | ---- |
| Партія регіонів              | 6                           | 42,9 |
| Самовисування                | 4                           | 28,6 |
| Комуністична партія України  | 2                           | 14,3 |
| Соціалістична партія України | 2                           | 14,3 |

#### За округами
| № округу                     | Прізвище, ім'я, по батькові  | Дата визнання обраним | Освіта             | Партійна приналежність | Відомості про обраного депутата                       |
| ---------------------------- | ---------------------------- | --------------------- | ------------------ | ---------------------- | ----------------------------------------------------- |
| Комуністична партія України  |                              |                       |                    |                        |                                                       |
| 7                            | Руда Алла Володимирівна      | 04.11.2010            | середня спеціальна | позапартійна           | Синицька загальноосвітня школа I-III ст., кухар       |
| 8                            | Рудий Олександр Анатолійович | 04.11.2010            | вища               | позапартійний          | Синицьке лісництво Уманського ДЛГ, помічник лісничого |
| Партія регіонів              |                              |                       |                    |                        |                                                       |
| 1                            | Білан Валентин Сергійович    | 04.11.2010            | вища               | позапартійний          | Синицька загальноосвітня школа I-III ст., вчитель     |
| 5                            | Кизима Сергій Сергійович     | 04.11.2010            | середня спеціальна | позапартійний          | Синицьке лісництво Уманського ДЛГ, майстер заготівлі  |
| 6                            | Мельник Віра Дмитрівна       | 04.11.2010            | середня спеціальна | позапартійна           | Христинівське РайСТ, продавець                        |
| 12                           | Шеремета Тетяна Михайлівна   | 04.11.2010            | середня спеціальна | позапартійна           | пенсіонер                                             |
| 13                           | Щепа Олена Вікторівна        | 04.11.2010            | середня спеціальна | позапартійна           | Синицька сільська рада, землевпорядник                |
| 14                           | Щепа Петро Михайлович        | 04.11.2010            | середня            | позапартійний          | в/чА1588, стрілець                                    |
| Соціалістична партія України |                              |                       |                    |                        |                                                       |
| 3                            | Гудкова Людмила Михайлівна   | 04.11.2010            | середня спеціальна | позапартійна           | Агроцех № 4 ДП «Ілліч-Агро Умань», зав. СТФ           |
| 9                            | Цимбал Людмила Дмитрівна     | 04.11.2010            | середня спеціальна | позапартійна           | Агроцех № 4 ДП «Ілліч-Агро Умань», зав.кадрами        |
| Самовисування                |                              |                       |                    |                        |                                                       |
| 2                            | Вихватнюк Віктор Григорович  | 04.11.2010            | середня спеціальна | позапартійний          | Синицьке лісництво Уманського ДЛГ, майстер            |
| 4                            | Жовтюк Оксана Андріївна      | 04.11.2010            | середня спеціальна | позапартійна           | Синицька сільська рада, бухгалтер                     |
| 10                           | Шевчук Григорій Миколайович  | 04.11.2010            | середня            | позапартійний          | пенсіонер                                             |
| 11                           | Шевчук Оксана Григорівна     | 04.11.2010            | вища               | позапартійна           | Синицька сільська рада, секретар                      |